# Allgemeine Linguistik
Die Allgemeine Linguistik (auch Allgemeine Sprachwissenschaft) ist eine der großen Hauptdisziplinen der Sprachwissenschaft. Sie grenzt sich einerseits von der Angewandten Sprachwissenschaft und andererseits von der Historischen Sprachwissenschaft ab, wobei die Grenzziehung zwischen diesen Fachgebieten und der Allgemeinen Linguistik oft unterschiedlich vorgenommen wird. Der Begriff „Allgemeine Linguistik“ kann aber auch dahingehend verstanden werden, dass er das Gegenstück zu den spezifischen Sprachwissenschaften einzelner Philologien wie Germanistik, Romanistik, Slawistik usw. darstellt. Mit diesem umfassenderen Verständnis wird ein großer Teil der angewandten und historischen sprachwissenschaftlichen Fächer ebenfalls zur Allgemeinen Linguistik gezählt. Die Allgemeine Sprachwissenschaft als Studienfach ist in Deutschland als Kleines Fach eingestuft.
Die Allgemeine Sprachwissenschaft beschäftigt sich in erster Linie mit der menschlichen Sprache insgesamt als natürliches System, befasst sich also grundsätzlich nicht mit Einzelsprachen als solchen, sondern mit allgemeinen Merkmalen und Funktionen von Sprache. Dazu zählen das Erstellen von abstrakten Modellen hinsichtlich des Aufbaus der menschlichen Sprache, aber auch das Beschreiben und Erklären von allgemeinen übersprachlichen Gemeinsamkeiten, von allgemeinen Gesetzmäßigkeiten sprachlicher Veränderungen und von allgemeinen Merkmalen des Sprachgebrauchs. Letztlich kann auch die Erforschung des biologischen Ursprungs und der biologischen Grundlagen von Sprache und Sprachverwendung zur Allgemeinen Linguistik gezählt werden.
Das Fach Allgemeine Linguistik betreibt in erster Linie Grundlagenforschung. Es steht jedoch in enger Verbindung mit anderen Wissenschaftszweigen, wo in interdisziplinärer Arbeit die Ergebnisse praktischen Nutzen bringen. Außerdem ist die Allgemeine Linguistik integrativer Bestandteil der Kognitionswissenschaft.

## Forschungsgebiete und Teildisziplinen
Grundsätzlich sind die Ausdrücke „Linguistik“ und „Sprachwissenschaft“ synonym zu verstehen. Es existiert aber insofern eine begriffliche Dichotomie, als besonders hinsichtlich der Erforschung theoretischer Grundlagen von natürlicher Sprache unter „Linguistik“ ebendieses Gebiet verstanden wird, wohingegen die Verwendung des Ausdrucks „Sprachwissenschaft“ auch und in besonderem Maße auf die Sprache als soziales und kulturelles Phänomen abzielt. Dementsprechend unterschiedlich ist das Verständnis, welche Teilgebiete zu einer „Allgemeinen Sprachwissenschaft“ bzw. zu einer „Allgemeinen Linguistik“ zu zählen sind.
Die Aufgabengebiete der Allgemeinen Linguistik sind die Beschreibung der Bestandteile des Sprachsystems (Laute, Wörter, verschiedene funktionale Einheiten), ihrer Funktionen und Bedeutungen sowie der Möglichkeiten und Muster ihrer Zusammensetzungen (Lautkombinationen, Phrasen, Sätze, Texte). Damit einher geht die Formulierung von verschiedenen Grammatikmodellen. In dieser Hinsicht nimmt derzeit die Erforschung einer postulierten Universalgrammatik – also einer biologisch vorgegebenen, grundlegenden grammatischen Struktur, die allen Sprachen gemeinsam ist – eine bedeutende Stellung ein. Weiters bemüht sich die Allgemeine Linguistik u. a. um die Formulierung von allgemeinen Sprachtheorien.

### Theoretische Fächer
Die Kerngebiete einer theoretisch orientierten Allgemeinen Linguistik beziehen sich (zumindest unmittelbar) nicht auf tatsächlich geäußerte Sprache und nicht auf vorhandene Einzelsprachen. Daher werden diese Teilfächer in ihrer Gesamtheit oft auch als „Theoretische Linguistik“ bezeichnet. Liegt also eine enge Definition von „Allgemeiner Linguistik“ vor und werden darunter nur die nachfolgend aufgelisteten Kerngebiete verstanden, so wird der Terminus „Theoretische Linguistik“ oft auch mit „Allgemeiner Linguistik“ gleichgesetzt. Da aber abhängig vom Verständnis auch „angewandte“ und „historische“ Fächer mit zur Allgemeinen Linguistik gezählt werden können, ist dieser synonyme Gebrauch mitunter missverständlich. Diese theoretischen Kerngebiete sind:
- Grammatik, die Lehre von der Struktur, also den Formen und regelhaften Baumustern von Sprache. Diesem Überbegriff werden folgende Fächer zugeordnet:
  - Phonologie (umgangssprachlich auch: Lautlehre), die Lehre vom Lautsystem einer Sprache, also von den kleinsten lautlichen Bestandteilen und ihrer Funktionen und möglichen Kombinationen (Phoneme, Silben, Prosodie).
  - Morphologie (umgangssprachlich auch: Formenlehre), die Lehre von den kleinsten bedeutungstragenden Bestandteilen einer Sprache (Morpheme), die u. a. die Flexion von Wörtern und die Wortbildung ermöglichen. Auf dieser Ebene spricht man auch von Wortgrammatik.
  - Syntax (umgangssprachlich auch: Satzlehre), die Lehre von der Form und der Struktur von Wortkombinationen (syntaktische Phrasen, Sätze). Auf dieser Ebene handelt es sich um die Satzgrammatik.

Viele sprachliche Gegebenheiten zeigen sich zudem im Grenzbereich dieser Gebiete. Daher spricht man bei der Erforschung solcher Grenzphänomene auch von „Morphonologie“ oder „Morphophonologie“ einerseits und „Morphosyntax“ andererseits.
Zunehmend öfter wird die Zusammenarbeit dieser Teilgebiete unter dem Aspekt, eine umfassende Theorie der Grammatik zu beschreiben, auch als eigenständiges Teilgebiet „Grammatiktheorie“ verstanden.
- Lexikologie, die Lehre vom allgemeinen Aufbau und Bestand des Wortschatzes einer Sprache.

- Semantik, die Lehre vom Sinn und der Bedeutung von sprachlichen Einheiten. Dabei wird unterschieden zwischen
  - Wortsemantik: der Bedeutung von Wörtern in Bezug auf die Dinge der Welt,
  - Satzsemantik: der logischen Bedeutung von Sätzen, und
  - Textsemantik: der Bedeutung von Texten in Bezug auf themenbezogene Textabfolgen und außersprachliche Umstände.

Gerade im Rahmen einer derzeit häufig betriebenen „Hard-Core“-Linguistik liegt der Schwerpunkt in diesem Fachspektrum auf der Satzsemantik. Besonders die Textsemantik spielt hierin kaum eine Rolle, da Fragen diese betreffend vornehmlich unter einer philologisch bzw. sozial- oder kulturwissenschaftlich orientierten „Sprachwissenschaft“ behandelt werden.
Neben diesen derzeit als Kerngebiete der Allgemeinen Linguistik gesehenen Fächern gehören zu dieser Disziplin weiters folgende Teilgebiete:
- Textlinguistik, die Lehre vom Aufbau, den Funktionen und der Wirkung von Texten. Entweder gemeinsam mit dieser behandelt oder zumindest eng mit ihr in Beziehung stehen die
  - Gesprächsanalyse (auch: Gesprächslinguistik), die sich mit mündlichen Sprachäußerungen befasst, und die
  - Diskursanalyse, die (schriftliche und mündliche) Texte in ihren thematischen Zusammenhängen und unter ihren Produktions- und Rezeptionsbedingungen untersucht. Da in der Praxis zahlreiche soziale und andere außersprachliche Faktoren eine Rolle spielen und in diesen Fächern zudem die tatsächlich verwendete Sprache untersucht wird, zählt man diese beiden Teilgebiete genauso zu den Fächern der Angewandten Sprachwissenschaft.

- Sprachphilosophie, die Lehre von dem Zusammenhang zwischen Sprache, Denken und Realität und von den allgemeinen Funktionen von Sprache. Dieses Fachgebiet steht in enger Verbindung mit der
- Semiotik, der allgemeinen Lehre von den Zeichen, und mit der
- Pragmatik, der Lehre von den allgemeinen Prinzipien und Bedingungen sprachlicher Äußerungen bzw. sprachlicher Kommunikation.

Eine gewisse Sonderstellung nehmen zwei weitere Fächer ein:
- Die Graphemik, auch: Schriftlinguistik, untersucht die Schriftsysteme natürlicher und künstlicher Sprachen. Sie beschäftigt sich aber nicht mit dem Sprachsystem selbst, sondern mit einer Form medialer Umsetzung von Sprache.

- Die Phonetik ist die Lehre von der Artikulation, Wahrnehmung und den physikalischen Eigenschaften der Sprachlaute. Sie befasst sich daher gleich wie die Graphemik mit einer medialen Form von Sprache. Die Phonetik gilt in der Regel als Teil der Allgemeinen Linguistik, steht dabei eng in Verbindung mit der Phonologie und wird zum Teil auch gemeinsam mit ihr behandelt. Die Phonetik hat aber wenig Bezug zur sprachsystematischen Beschreibung, sondern vielmehr zu Fächern wie Psycholinguistik, Sprachpathologie oder Klinischer Linguistik, die besonders in Hinblick auf sprachtherapeutische Verfahren als Disziplinen der Angewandten Sprachwissenschaft gelten.

### Allgemein-Vergleichende Fächer
Mit Bezug auf ein – neben der strukturellen Beschreibung von Sprache – weiteres Hauptaufgabengebiet der Allgemeinen Linguistik, nämlich die Beschreibung von allgemeinen sprachübergreifenden Gemeinsamkeiten, können weitere sprachwissenschaftliche Fächer der Allgemeinen Linguistik zugeordnet werden.
- Die Universalienforschung versucht, über die Erforschung einer Universalgrammatik hinausgehend mittels Vergleich von Syntax, Morphologie und Phonologie vieler einzelner Sprachen allgemeine Gemeinsamkeiten von Sprache festzustellen.

Mit diesem fachlichen Zweig stehen eng in Verbindung die
- Sprachtypologie, die versucht, die Sprachen der Welt nach bestimmten Kriterien zu Typen zusammenzufassen, weiters die
- Kontrastive Linguistik, die Gemeinsamkeiten und Unterschiede zwischen bestimmten Einzelsprachen erforscht; ebenso die
- Arealtypologie, die u. a. ermittelt, ob Sprachen bestimmter geographischer Regionen Sprachbünde bilden.

All diese Fächer, die sich dem Vergleich von Sprachen widmen, werden je nach Auffassung und Ausrichtung einer Forschungseinrichtung (mehrheitlich ein universitäres Institut) häufig auch als der Allgemeinen Linguistik komplementäre Fachgebiete gesehen und zusammen mit historisch-vergleichenden Fächern zum Überbegriff Vergleichende Sprachwissenschaft zusammengefasst. Diese wird dann auch als eine eigenständige sprachwissenschaftliche Hauptdisziplin neben der Allgemeinen Linguistik verstanden. Zudem erfolgt in diesen Fächern die Beschreibung gemeinsamer sprachlicher Merkmale nicht auf rein theoretischer, sondern auf der Basis von Untersuchungen existierender Einzelsprachen. Daher werden sie oftmals auch schon deshalb nicht der Allgemeinen Linguistik zugeschrieben.

### Angewandte Fächer
Aufgrund sehr unterschiedlicher Auffassungen von „Sprache“ und unterschiedlicher Herangehensweisen an Sprache als Forschungsobjekt und wegen des starken interdisziplinären Charakters der Sprachwissenschaft überhaupt gibt es keine allerorten gleich vorgenommene Abgrenzung zwischen Allgemeiner und Angewandter Linguistik.
Einerseits kann Allgemeine Linguistik als das Fach definiert werden, welches über die theoretischen Grundlagen hinaus sich beispielsweise auch mit den biologischen und psychischen bzw. kognitiven Voraussetzungen für Sprache und Sprachgebrauch befasst, die für alle Individuen gleich sind (Spracherwerb, mögliche sprachpathologische Zustände, neuronale Vorgänge bei der Sprachproduktion, biologischer Ursprung von Sprache überhaupt usw.). Die Allgemeine Linguistik kann auch als das Fach gelten, das sich mit den allgemeinen Merkmalen von geäußerter Sprache in Abhängigkeit von sozialen, soziodemografischen und kulturellen Faktoren zum Inhalt hat (Sprache in politischen und gesellschaftlichen Institutionen, geschlechtsspezifischer Sprachgebrauch, Sprache von Jugendlichen und Sprachgebrauch im Alter, Sprachgebrauch in Anhängigkeit von kulturellen Bedingungen und Umständen u. a. m.). Mit diesem Verständnis werden die entsprechenden sprachwissenschaftlichen Fächer, die sich damit auseinandersetzen (Biolinguistik, Psycholinguistik, Soziolinguistik, Neurolinguistik, Ethnolinguistik usw.), dann ebenfalls als Teilgebiete der Allgemeinen Linguistik gesehen.
Andererseits können all diese Fächer, die Sprache unter den Bedingungen ihres Gebrauchs untersuchen, aber auch gegenteilig als solche definiert werden, die sich nicht mit Sprache als abstraktem System befassen, sondern eben die tatsächlich geäußerte Sprache, also eine Sprache „in Anwendung“ voraussetzen und untersuchen. So definiert, sind diese Fächer dann als Teilgebiete der Angewandten Linguistik zu zählen.
Unter die Angewandte Linguistik werden gemeinhin aber auch diejenigen linguistischen Disziplinen subsumiert, die die Anwendung der linguistischen Forschungsergebnisse zum Inhalt haben und mit anderen wissenschaftlichen Fachgebieten (Medizin, Informatik, Didaktik u. a.), in Verbindung stehen. Handelt es sich dabei aber gleichzeitig um die praktische Anwendung von Forschungsergebnissen theoretischer Fächer der Allgemeinen Linguistik, können mit einem umfassenden Verständnis von „Allgemeiner Linguistik“ auch praxisorientierte Fachgebiete wie Computerlinguistik oder Klinische Linguistik und Sprachpathologie, aber auch Fächer wie Sprachdidaktik oder Übersetzungstheorie zumindest unter Teilaspekten zur Allgemeinen Linguistik gerechnet werden.
Letztlich zählen auch sprachwissenschaftliche Methoden wie die Quantitative Linguistik oder die Korpuslinguistik, die sich besonders in letzter Zeit zu eigenständigen Teildisziplinen ausweiteten, je nach Auffassung oder Anwendungs- bzw. Forschungsgebiet entweder zur Allgemeinen oder zur Angewandten Linguistik.

### Historische Fächer
Ungeklärte Abgrenzungen bestehen zum Teil auch zwischen der Allgemeinen und der Historischen Linguistik. Wird Allgemeine Linguistik als das Fachgebiet verstanden, das auch die allgemeinen Prinzipien, Regeln und Gesetzmäßigkeiten von sprachlicher Veränderung über die Zeit beschreiben soll, müssen bestimmte Fächer, die in der Regel als Teil der Historischen Linguistik gelten, zumindest unter Teilaspekten auch zu Gebieten der Allgemeinen Linguistik bestimmt werden. Dazu zählen in erster Linie
- die Untersuchung von Phonologie, Morphologie und Syntax sowie des Lexikons und der (hauptsächlich) lexikalischen Semantik in diachroner Sicht (Lautwandel, grammatikalischer Wandel, lexikalischer und semantischer Wandel), was in seiner Gesamtheit als Diachronie bezeichnet wird; sowie
- die Erforschung von allgemeinen Prinzipien der Wortentstehung und Wortgeschichte (Etymologie), Sprachentstehung und Sprachentwicklung, Sprachverfall und Sprachtod.

### Sprachwissenschaft als Disziplin
Zusätzlich zu den aufgelisteten Forschungsfächern befasst sich die Allgemeine Linguistik auch noch mit Themen, die sie selbst betreffen. Dazu gehören in erster Linie
- die Geschichte der Sprachwissenschaft,
- die Methodenlehre sowie
- bestimmte Hilfsmittel wie terminologische und andere Wörterbücher oder Nachschlagewerke.

## Das Sprachkonzept in der Allgemeinen Linguistik

### Die dichotome Sprachkonzeption

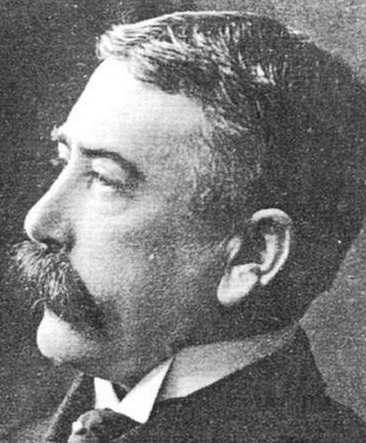
Ferdinand de Saussure (1857–1913), bedeutendster Vertreter des linguistischen Strukturalismus

Grundlegend und nachhaltig geprägt hat die Sichtweise von „Sprache“ der Genfer Sprachwissenschaftler und Semiotiker Ferdinand de Saussure (1857–1913). Dieser ging davon aus, dass unterschieden werden müsse zwischen einer Sprache, die als formales Konstrukt existiert – er nannte diese „Langue“ – und einer Sprache, die real geäußert wird – diese nannte er „Parole“. „Langue“ versteht sich somit als ein theoretisches, in einer Sprechergemeinschaft konventionalisiertes System, das in den Köpfen der Mitglieder einer Sprachgemeinschaft vorhanden ist. Die „Parole“ hingegen ist die Sprache, die in einem speziellen Augenblick von den Sprechern aktualisiert wird, wobei sprachlichen Elementen je nach Gebrauchssituation eine unterschiedliche Bedeutung zukommen kann. Daher wird „Parole“ auch als der „Inhalt“ und die „Langue“ als die „Form“ von Sprache apostrophiert.

Hermann Paul (1846–1921), bedeutender Vertreter der Junggrammatiker

De Saussure war nicht der erste, der diese Idee der „zwei Seiten“ der Sprache aufbrachte. Ähnlich hatte es zuvor auch schon Hermann Paul (1846–1921) in seinem Hauptwerk „Prinzipien der Sprachgeschichte formuliert“ wo er zum einen von einer „usuellen Bedeutung“ der Wörter ausging, also von einer Bedeutung, die die Wörter üblicherweise und „an sich“ haben, und zum anderen eine „okkasionelle Bedeutung“ der Wörter ermittelte, also eine Bedeutung, die sie abhängig von der einzelnen Sprachgelegenheit annehmen können.
Sowohl der historische Linguist Paul als auch der Strukturalist De Saussure stellten fest, dass die okkasionelle bzw. aktualisierte Sprache auf die usuelle Bedeutung bzw. auf das theoretische Sprachsystem der Langue rückwirkt und Änderungen in diesem zur Folge haben kann, womit sich letztendlich Sprachwandel erkläre.

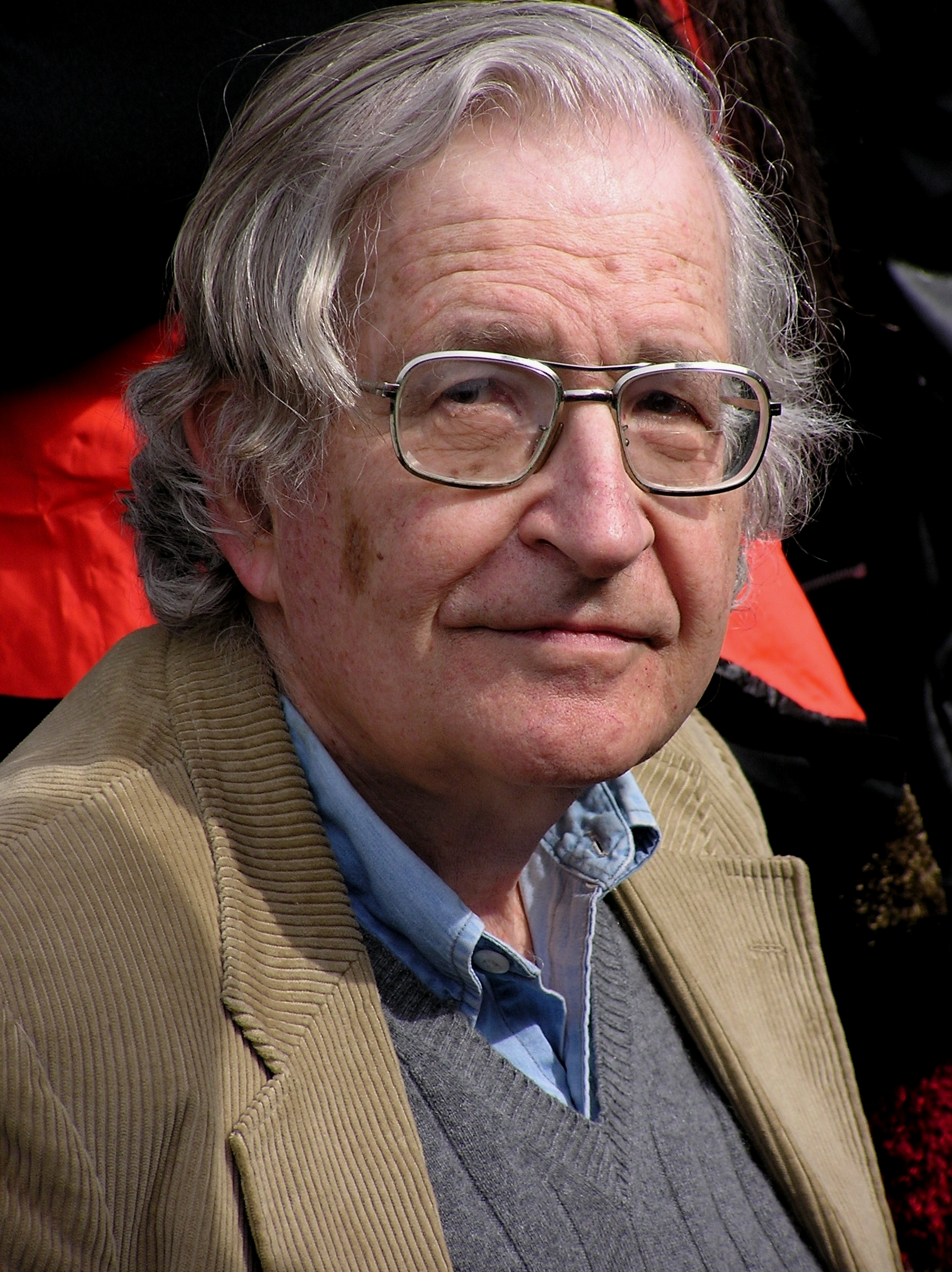
Noam Chomsky (* 1928), Begründer der Generativen Grammatik

Diese dichotome Betrachtung von Sprache setzt sich fort in der Sprachkonzeption der Generativen Grammatik, namentlich in der von Noam Chomsky (* 1928) ursprünglich begründeten Generativen Transformationsgrammatik. Ein Unterschied zu den anderen Konzepten besteht darin, dass nicht wie bei Paul das einzelne Wort oder wie bei De Saussure das sprachliche System als solches zugrunde gelegt wird. Chomsky geht vielmehr vom biologischen Faktor aus und unterscheidet zwischen „Kompetenz“ und „Performanz“. Als „Kompetenz“ ist die im Laufe des Erwerbs der Muttersprache gewonnene Fähigkeit zu verstehen, über ein spezifisches Sprachsystem verfügen zu können. Der Erwerb dieser Fähigkeit ist insofern biologisch vorgegeben, als grundlegende sprachliche Parameter angeboren sind, die im Laufe der sprachlichen Entwicklung des Kleinkindes je nach Einzelsprache, der das Kind ausgesetzt ist, spezifiziert werden. Die „Kompetenz“ eines Sprechers bildet so das ideale Sprachsystem, über das nach dem endgültig vollzogenen Spracherwerb ein Mensch verfügen kann. Die „Performanz“ hingegen stellt die auch mit Fehlern behaftete, tatsächlich realisierte Sprache während des Sprechvorganges dar und ist damit mit der Saussureschen „Parole“ mehr oder weniger identisch. „Kompetenz“ und „Langue“ unterscheiden sich jedoch auch insofern, als „Langue“ als ein fixes Muster- und Regelsystem gilt, während „Kompetenz“ in gewisser Hinsicht dynamisch ist, da dieses Modell es erlaubt, mit einer endlichen Anzahl an Regeln und sprachlichen Elementen grundsätzlich eine unendlich große Anzahl an Sprachäußerungen zu tätigen. (Dass aber de facto nicht alle von den Regeln erlaubten Wortkombinationen in einer Sprache – statistisch gesehen – in gleichem Ausmaß geäußert werden, sondern dass es Bevorzugungen gibt, gewisse Wörter gleichzeitig mit bestimmten anderen zu verwenden, ist eine Erkenntnis der Korpuslinguistik.)
Chomsky modifizierte dieses 1965 vorgestellte Modell rund 20 Jahre später. Angesichts des Umstandes, dass die tatsächlich realisierte Sprache wegen ihrer Fehlerhaftigkeit sich nicht zum Studium von biologisch vorgegebenen sprachlichen Strukturen eigne, sieht Chomsky nunmehr die „Kompetenz“ als eine rein mental und (weitgehend) unbewusst repräsentierte Struktur und spricht fortan von „i-language“, der „internen Sprache“. Dieser steht die „e-language“, die „externe Sprache“ entgegen, die alles das subsumiert, was nicht i-Sprache ist, also nicht nur im Augenblick realisiertes Sprechen, sondern auch spezifische Eigenschaften einer Sprache, über die man sich innerhalb einer Sprechergemeinschaft geeinigt hat. (So gilt beispielsweise ein bestimmter Dialekt einer Sprache als Teil der Sammelkategorie „e-language“ und nicht mehr als Teil der „Kompetenz“ (oder der „Langue“ nach De Saussure), da es sich nicht um ein Subsystem einer natürlichen Sprache handelt, das allein durch biologisch vorgegebene Faktoren sich entwickelt hat, sondern da es ein System ist, welches veränderliche Sprachgewohnheiten aufweist, die nicht auf angeborene Sprachmerkmale zurückgehen.)
Im Augenblick gibt es in der Allgemeinen Sprachwissenschaft nur wenige Versuche, dieses gespaltene Paradigma von Sprachsystem versus Sprachgebrauch, von Muster versus Anwendung zu überwinden. Einen Ansatz dazu bietet die Korpuslinguistik. Diese versucht anhand repräsentativer Korpora von tatsächlich verwendeter Sprache, strukturelle (syntaktische, lexikalische etc.) Merkmale eines „Sprachsystems“ (wie etwa des Deutschen, des Englischen usw.), aber auch von Subsystemen (wie beispielsweise des österreichischen oder des Schweizer Deutschen etc.) zu eruieren. Gleichzeitig aber vermag die Korpuslinguistik mit solchen Sprachkorpora z. B. Eigenschaften bestimmter Klassen von Texten (wie etwa Soziolekte, politische und journalistische Texte usw.), also Merkmale von Sprache in Verwendung und damit auch Faktoren des Sprachgebrauchs festzustellen. Auch die Beobachtung der Kindersprache zum frühen Zeitpunkt des Spracherwerbs, die wertvolle Beiträge zur Erforschung der angeborenen Grammatik liefert, wird anhand von aufgezeichneten Kindersprachkorpora vorgenommen.

### Struktureller Aufbau von Sprache
Aus strukturalistischer Sicht – eine Warte der Sprachbetrachtung, die bis heute eingenommen wird – wird Sprache analysiert und in elementare Bestandteile zerlegt sowie deren Funktion und die Art der Zusammensetzung dieser Elemente untersucht.
Als Normalfall von Sprache wird die Lautsprache angenommen, die grundlegend als eine Abfolge von Sprachlauten gesehen wird. Die einzelnen Lautabfolgen, bestehend aus Einzellauten (Phone), bilden auf der Ebene der Phonologie die funktionalen Einheiten Phonem und Silbe. Auf einer übergeordneten Ebene (Morphologie) werden diese zu Morphemen und Wörtern zusammengesetzt. Wiederum auf diese aufbauend wird – auf einer nochmals höheren Ebene – als eine Grundeinheit einer sprachlichen Äußerung der Satz verstanden, der nach gewissen syntaktischen Regeln gebildet wird.
Die Bestandteile eines einzelnen Satzes können aus unterschiedlichen Perspektiven bestimmt werden. Neben Teilsätzen (Hauptsatz, untergeordnete bzw. Nebensätze) können weitere, auch weniger umfangreiche Wortkombinationen als satzbildende Einheiten (sog. Syntagmen) bestimmt werden. Mit der Generativen Transformationsgrammatik wurde diesbezüglich der Begriff „Phrase“ neu definiert. Damit werden zusammengehörende Satzelemente bezeichnet, deren „Kopf“ ein Wort einer bestimmten Wortart wie etwa ein Nomen oder ein Verb bildet und dem andere Elemente (also dazugehörende Wörter) untergeordnet sind. In der Regel sind solche Phrasen daran erkennbar, dass sie innerhalb eines Satzes nur in ihrer Gesamtheit verschoben werden können. Es lassen sich aber auch Phrasen definieren, die noch abstrakterer Natur sind wie beispielsweise eine Negationsphrase.
Lange Zeit wurde der Satz als höchste linguistische Analyseebene betrachtet, bis sich die Ansicht durchsetzte, dass die Gestaltung von Sätzen auch durch das Zusammenspiel von mehreren Sätzen bedingt ist. Auf einer Ebene oberhalb des Satzes wird daher der Text angesiedelt. Texte können in sich auf bestimmte Weise strukturiert sein und verschiedene Teile stehen auf unterschiedliche Weise miteinander in Verbindung. Texte werden typologisch in Klassen zusammengefasst und gehören so bestimmten Textsorten an.
Auf der höchsten Ebene befindlich wird seit einiger Zeit der Diskurs gesehen, der ein Ensemble aus mehreren Texten darstellt und durch die Bezugnahmen in einem Text auf andere seine Gestalt annimmt. Der auch in angrenzenden Wissenschaften gebräuchliche und vieldeutige Begriff „Diskurs“ ist auch innerhalb der Linguistik uneinheitlich definiert, und es kann darunter von einem Einzelgespräch bis hin zur Gesamtheit aller in einer Sprechergemeinschaft produzierten Texte verstanden werden.

### Funktion von Sprache
Mehrheitlich wird Sprache als das bedeutendste und effizienteste Kommunikationsmedium des Menschen gesehen. Diesbezüglich gibt es mehrere Modelle, in denen eine Differenzierung in einzelne Teilfunktionen der Sprache vorgenommen wird. Eines der grundlegendsten ist das Organon-Modell von Karl Bühler. Für die Schule Noam Chomskys hingegen, in der Sprache als biologisches Objekt in Form einer Veranlagung zu einer Fähigkeit gehandelt wird, ist die kommunikative Funktion der Sprache sekundär und nicht vorrangiger Inhalt ihrer Forschungen.

## Bekannte Linguisten
Zu den bedeutendsten Sprachwissenschaftlern, die hauptsächlich dem Fach Allgemeine Linguistik zuzuordnen sind, gehören u. a.:
- Leonard Bloomfield, Begründer des amerikanischen Strukturalismus
- Noam Chomsky, Begründer der Generativen Transformationsgrammatik
- Joseph Greenberg, der den Begriff der implikationalen Universalien prägte
- Louis Hjelmslev, Mitbegründer der strukturalistischen Kopenhagener Schule
- Roman Jakobson, führendes Mitglied der strukturalistischen Prager Schule
- William Labov, Begründer der Soziolinguistik
- John Lyons, der den Begriff der Modalität etablierte
- Edward Sapir, Begründer der Anthropologischen Linguistik, und Benjamin Lee Whorf, zusammen mit Sapir Begründer des Linguistischen Relativitätsprinzips
- Ferdinand de Saussure, Begründer der modernen Linguistik und des Strukturalismus
- Lucien Tesnière, Begründer der Dependenzgrammatik
- Nikolai Sergejewitsch Trubetzkoy, Begründer der Phonologie, führendes Mitglied der Prager Schule